# Solange wir lügen
Solange wir lügen (Originaltitel: We Were Liars) ist eine US-amerikanische Dramaserie, die von Julie Plec und Carina Adly MacKenzie entwickelt wurde. Sie basiert auf dem gleichnamigen Jugendroman von E. Lockhart aus dem Jahr 2014. Die Serie wurde von Amazon MGM Studios und Universal Television produziert und feierte ihre Premiere am 18. Juni 2025 auf dem Streamingdienst Prime Video.

## Inhalt
Die Geschichte dreht sich um Cadence Sinclair Eastman, ein Mitglied der wohlhabenden und einflussreichen Familie Sinclair. Die Familie verbringt jeden Sommer auf ihrer privaten Insel vor der Küste von Massachusetts. Nach einem mysteriösen Unfall im Sommer ihres sechzehnten Lebensjahres leidet Cadence an Amnesie. Ein Jahr später kehrt sie auf die Insel zurück, um die Wahrheit über die Ereignisse jenes Sommers herauszufinden.

## Produktion

### Entwicklung
Die Serienadaption wurde von Julie Plec und Carina Adly MacKenzie entwickelt, die beide als Showrunnerinnen fungierten. Die Rechte an E. Lockharts Roman wurden ursprünglich 2014 für eine Filmadaption erworben, jedoch nicht umgesetzt. Während der COVID-19-Pandemie kamen Plec und MacKenzie erneut mit Lockhart in Kontakt, was schließlich zur Serienadaption führte. Die Serie wurde von Universal Television und Amazon MGM Studios produziert. Neben Plec und MacKenzie waren auch Emily Cummins und E. Lockhart selbst als Executive Producer beteiligt.

### Dreharbeiten
Die Dreharbeiten fanden im Sommer 2024 überwiegend in der kanadischen Provinz Nova Scotia statt. Als Hauptdrehort für die fiktive Privatinsel der Sinclair-Familie diente Meisners Island, eine kleine Insel in der Mahone Bay. Weitere Drehorte waren die Küstenstadt Chester, Dartmouth und Halifax.

## Besetzung und Synchronisation
Die deutschsprachige Synchronisation entstand nach den Dialogbüchern von Tom Sielemann und Julia Kantner sowie unter der Dialogregie von Tom Sielemann durch die Synchronfirma Level 45.

### Hauptdarsteller
| Rolle                             | Darsteller         | Folgen | Synchronsprecher  |
| --------------------------------- | ------------------ | ------ | ----------------- |
| Cadence „Cady“ Sinclair Eastman   | Emily Alyn Lind    | 1–8    | Laura Oettel      |
| Gatwick „Gat“ Patil               | Shubham Maheshwari | 1–8    | Marco Eßer        |
| Mirren Sinclair Sheffield         | Esther McGregor    | 1–8    | Paulina Rümmelein |
| Jonathan „Johnny“ Sinclair Dennis | Joseph Zada        | 1–8    | Oliver Szerkus    |
| Penelope „Penny“ Sinclair         | Caitlin Fitzgerald | 1–8    | Berenice Weichert |
| Carrie Sinclair                   | Mamie Gummer       | 1–8    | Carolina Vera     |
| Elisabeth „Bess“ Sinclair         | Candice King       | 1–8    | Yvonne Greitzke   |
| Ed Patil                          | Rahul Kohli        | 1–8    | Nico Mamone       |
| Harris Sinclair                   | David Morse        | 1–8    | Holger Mahlich    |

### Nebendarsteller
| Rolle                          | Darsteller      | Folgen  | Synchronsprecher     |
| ------------------------------ | --------------- | ------- | -------------------- |
| William „Will“ Sinclair Dennis | Brady Droulis   | 1–8     | Tom Kanty            |
| Bonnie Sinclair Sheffield      | Emerson MacNeil | 1–8     | Sophie Knorn         |
| Liberty Sinclair Sheffield     | Manaia Wall     | 1–6, 8  | Ellis Drews          |
| Tipper Taft Sinclair           | Wendy Crewson   | 1–3, 6  | Susanne von Medvey   |
| Salty Dan                      | Tim Rozon       | 1, 5, 7 | Robert Glatzeder     |
| Brody Sheffield                | Dylan Bruce     | 1–4, 8  | Timo Weisschnur      |
| Sam Eastman                    | Charlie Carrick | 1, 3    | Matthias Deutelmoser |
| Thatcher                       | Andrew Moodie   | 2–3, 5  | Samuel Zekarias      |
| Ebon                           | Dempsey Bryk    | 3–6, 8  | Jonas Lauenstein     |

## Episodenliste
| Nr. (ges.)                                                                             | Nr. (St.) | Deutscher Titel                         | Originaltitel                            | Regie           | Drehbuch                                           |
| -------------------------------------------------------------------------------------- | --------- | --------------------------------------- | ---------------------------------------- | --------------- | -------------------------------------------------- |
| 1                                                                                      | 1         | Wir sind die Lügner                     | Tell Me Sweet Little Lies                | Nzingha Stewart | Julie Plec                                         |
| 2                                                                                      | 2         | Vergessene Gefühle                      | Wrap Her Up in a Package of Lies         | Julie Plec      | Carina Adly Mackenzie                              |
| 3                                                                                      | 3         | Himmel und Hölle                        | The Ties Were Black, the Lies Were White | Tara Miele      | Brett Matthews Idee: Brett Matthews & Rohit Kumar  |
| 4                                                                                      | 4         | Geheimnishüter                          | The Fourth of You Lie                    | Tara Miele      | Fola Goke-Pariola & Scarlett Curtis                |
| 5                                                                                      | 5         | Zuflucht bis der Sturm vorüberzieht     | Lying Together in a Silver Lining        | So Yong Kim     | Sid Gopinath, Aditya Joshi & Carina Adly MacKenzie |
| 6                                                                                      | 6         | Die Maus, die eigentlich ein Ritter war | When Lies Gives You Lemons               | So Yong Kim     | Gursimran Sandhu & Allison Sanchez                 |
| 7                                                                                      | 7         | Tu stets, was du zu tun fürchtest       | Everybody Knows That the Captain Lied    | Erica Dunton    | Carina Adly MacKenzie, Julie Plec & Maya Vyas      |
| 8                                                                                      | 8         | In einer besseren Welt                  | My Friends Are Lying in the Sun          | Erica Dunton    | E. Lockhart                                        |
| Am 18. Juni 2025 wurden alle Folgen der ersten Staffel auf Prime Video veröffentlicht. |           |                                         |                                          |                 |                                                    |